# CEERS-2112
CEERS-2112 es la galaxia espiral barrada más distante observada hasta la fecha.La galaxia fue observada cuando el universo tenía 2100 millones de años y tiene una masa similar a la Vía Láctea en aquel instante de la vida del Universo.

## Observaciones
La galaxia está ubicada en el campo cosmológico Extended Groth Strop y fue identificada como una galaxia espiral barrada gracias a las observaciones del instrumento NIRCam a bordo del Telescopio Espacial James Webb. Estas observaciones se realizaron en junio de 2022 como parte del proyecto Cosmic Evolution Early Release Science Survey (CEERS) y están disponibles públicamente.

## Morfología
CEERS-2112 es una galaxia espiral barrada, similar a la estructura de la Vía Láctea. En su región central presenta una concentración de estrellas que se mueven en órbitas muy elípticas, que se presenta como una estructura alargada (barra estelar), a partir de la cual se desarrollan dos débiles brazos espirales. En el Universo local,alrededor del 70% de las galaxias muestran esta estructura, la cual es bastante rara en el Universo temprano,donde el porcentaje disminuye a aproximadamente el 5% con un desplazamiento al rojo z > 2.

## Masa estelar
La galaxia tiene una masa estelar de 3.9 billones de veces la del Sol, comparable con la de la Vía Láctea hace 11700 millones de años.  